# Serie A 1949 (pallapugno)
La Serie A di pallapugno 1949 si svolse nel 1949, terminando il 27 novembre. Parteciparono al torneo cinque società sportive italiane, quattro provenienti dal Piemonte e una dalla Liguria e la vittoria finale andò per la quinta volta alla squadra della città di Alba, capitanata da Augusto Manzo, al suo sesto scudetto personale.

## Formula
Venne disputato un girone all'italiana, con gare di andata e ritorno. Le prime due classificate furono ammesse alla finale, disputata in gara unica allo sferisterio di via Napione a Torino.

## Squadre partecipanti
| Squadra     | Provenienza | Campionati di Serie A | Risultato 1948    |
| ----------- | ----------- | --------------------- | ----------------- |
| Acqui Terme | Piemonte    | 9                     | 4° in Serie A     |
| Alba        | Piemonte    | 12                    | Campione d'Italia |
| Canale      | Piemonte    | 2                     | 2° in Serie A     |
| Imperia     | Liguria     | 4                     | 5° in Serie A     |
| EDA Torino  | Piemonte    | 16                    | 3° in Serie A     |

## Formazioni
| Squadra     | Battitore          | Spalla            | Terzini                     |
| ----------- | ------------------ | ----------------- | --------------------------- |
| Acqui Terme | Giuseppe Solferino | Angelo Cappello   | Cane, Oreste Marengo        |
| Alba        | Augusto Manzo      | Alfredo Manini    | Giovanni Agnese, Aldo Pesce |
| Canale      | Francesco Gioietti | Giuseppe Calandri | Castellino, M. Calandri     |
| Imperia     | Franco Balestra    | Bonino            | Antonio Porello, Dellavalle |
| EDA Torino  | Paolo Rossi        | Galliano          | Odorizio, Agnello           |

## Torneo
Sono di seguito riportati i risultati reperiti.

### Girone di qualificazione

#### Girone di andata
| Imperia - EDA Torino | 11 - 5 |
| Canale - Imperia     | 11 - 6 |
| Alba - EDA Torino    | 11 - 5 |
| Alba - Imperia       | 11 - 6 |
| EDA Torino - Canale  | 11 - 3 |
| Alba - Acqui Terme   | 11 - 4 |
| Alba - Canale        | 11 - 3 |

#### Girone di ritorno
| Alba - EDA Torino     | 11 - 0  |
| Acqui Terme - Imperia | 11 - 10 |
| Acqui Terme - Alba    | 11 - 9  |
| Canale - Alba         | 11 - 3  |
| Acqui Terme - Canale  | 11 - 0  |

### Finale
| 27 nov. (Torino) | Alba - EDA Torino | 13 - 8 |

## Verdetti
- Alba Campione d'Italia 1949 (5º titolo)